# Эмен, Чарльз
Чарльз Эмен (англ. Charles Aman; 25 сентября 1887, Канзас-Сити, Миссури — 9 января 1936 или 1 сентября 1936, Канзас-Сити, Миссури) — американский гребец, серебряный призёр летних Олимпийских игр 1904.
На Играх 1904 в Сент-Луисе Эмен участвовал только в соревнованиях четвёрок без рулевого. Его команда заняла второе место и выиграла серебряные медали.